# Almacenamiento de energía como servicio
El almacenamiento de energía como servicio (Energy storage as a service, ESaaS) permite que una instalación se beneficie de las ventajas de un sistema de almacenamiento de energía al celebrar un acuerdo de servicio sin comprar el sistema.  Los sistemas de almacenamiento de energía brindan una gama de servicios para generar ingresos, crear ahorros y mejorar la resistencia eléctrica. El funcionamiento del sistema ESaaS es una combinación única de un sistema avanzado de almacenamiento de batería, un sistema de administración de energía y un contrato de servicio que puede brindar valor a una empresa al proporcionar energía confiable de manera más económica. 

## Historia
El término ESaaS fue desarrollado y registrado por Constant Power Inc., una compañía con sede en Toronto, en 2016.  El servicio ha sido diseñado para funcionar en los mercados de electricidad abiertos de América del Norte. Otras compañías notables que ofrecen almacenamiento de energía como servicio incluyen GI Energy Archivado el 20 de octubre de 2017 en Wayback Machine., AES Corporation, STEM y Younicos.
Un ESaaS es la combinación de un sistema de almacenamiento de energía, un sistema de control y monitoreo, y un contrato de servicio . 
Los sistemas de almacenamiento de energía más comunes utilizados para el ESaaS son de litio-ion o baterías de flujo debido a su tamaño compacto, la instalación no invasiva, de alta eficiencia, y los tiempos de reacción rápidos pero otros medios de almacenamiento se pueden utilizar como aire comprimido , volantes, o hidro bombeado.  El tamaño de las baterías se basa en las necesidades de la instalación y se combina con un inversor de energía para convertir la alimentación de CC en alimentación de CA para conectarse directamente al suministro de electricidad de la instalación. 
Los sistemas ESaaS son monitoreados y controlados de forma remota por el operador de ESaaS usando un sistema de Supervisión de Control y Adquisición de Datos (SCADA) .  El SCADA se comunica con el Sistema de gestión de energía (EMS) de la instalación , Sistema de conversión de energía (PCS) , y el Sistema de administración de batería (BMS).  El operador del ESaaS es responsable de garantizar que el sistema de ESaaS esté monitoreando y respondiendo a las necesidades de la instalación, así como anulando los comandos para participar en programas regionales de incentivos como la gestión de picos coincidentes y los programas de respuesta a la demanda en tiempo real. 
La instalación que se beneficia del sistema ESaaS está vinculada al operador del sistema ESaaS a través de un contrato de servicio. El contrato especifica la duración del plazo del servicio, la estructura de pago y la lista de servicios en los que la instalación desea participar. 

## Servicios
Un ESaaS se utiliza para realizar una variedad de servicios que incluyen: 
- Gestión de picos coincidentes[17]

En tiempos de alta demanda regional, los Operadores de Servicios Independientes (ISO) / Organizaciones Regionales de Transmisión (RTO) ofrecen incentivos para que las instalaciones reduzcan o reduzcan su carga. El ESaaS permite que una instalación aísle o compense su carga durante estos períodos de alta demanda regional para disminuir la demanda de la red eléctrica para beneficiarse de los incentivos.  El sistema está diseñado para funcionar en conjunto o independientemente de la restricción de instalaciones.
- Respuesta de la demanda[18]

Los ISO / RTO ofrecen pagos a las instalaciones para reducir su demanda de energía cuando son enviados por el operador de la red. El ESaaS permite que las instalaciones participen en estos programas al compensar la totalidad o una parte de la carga de una instalación durante un evento de respuesta a la demanda. Una instalación puede beneficiarse del incentivo sin interrumpir su funcionamiento.
- Corrección del factor de potencia[19]

Durante la carga y descarga, la potencia activa y reactiva puede equilibrarse antes de suministrar una instalación.  Al equilibrar la cantidad de energía activa y reactiva en una instalación, se puede mejorar el factor de potencia y la eficiencia eléctrica resultante de la instalación.  Esta mejora puede reducir el cargo de demanda máxima mensual de una instalación.
- Calidad de potencia[20]

ESaaS monitorea activamente el suministro de electricidad a una instalación.  En momentos de suministro de energía itermitente, SaaS actúa como un suministro de energía ininterrumpible (UPS) para garantizar un suministro de energía confiable e ininterrumpido para eliminar fluctuaciones inesperadas.  La energía fluctuante e intermitente afecta la operación del equipo, lo que puede causar demoras costosas y defectos en la producción.
- Energía de reserva[21]

Si la red eléctrica sufre un corte de energía , ESaaS ofrece un servicio de energía de respaldo para continuar alimentando todo o una parte de la demanda de electricidad de una instalación.  Dependiendo del tamaño de la instalación de ESaaS, el ESaaS puede mantener la operación de la instalación durante un fallo de la red .
- Peak Shaving[22]

ESaaS monitorea activamente el perfil de energía de una instalación para normalizar el consumo de electricidad de la red eléctrica. El sistema ESaaS almacena energía cuando la demanda de la instalación es menor que el promedio y descarga la energía almacenada cuando la demanda de la instalación es mayor que el promedio. El resultado es un consumo constante de electricidad de la red eléctrica y un menor cargo mensual de demanda máxima .
- Arbitraje de energía[23]

El ESaaS monitorea activamente los precios locales de electricidad para almacenar energía cuando el precio es bajo para ser utilizado cuando los precios de la electricidad son altos. Esto se conoce comúnmente como arbitraje. La red diferente en precio resulta en ahorro de costos.
- Servicios Auxiliares de Mercado[24]

ESaaS permite que las instalaciones participen en los mercados locales de ISO / RTO para proporcionar servicios tales como regulación de frecuencia, reserva operativa y generación despachable. Al participar en el mercado local, las instalaciones pueden generar ingresos a través del contrato ESaaS.
- Soporte de transmisión[25]

El ESaaS puede proporcionar servicios para aliviar la congestión y la restricción en las redes de transmisión de electricidad mediante el almacenamiento de energía durante los períodos de gran transmisión que se liberarán durante los períodos menos congestionados.  El uso de este servicio puede prolongar la vida útil de la infraestructura y retrasar las actualizaciones del sistema.

## Mercados servidos
ESaaS beneficia principalmente a grandes consumidores de energía con una demanda promedio de más de 500  kW, aunque, el servicio puede beneficiar a instalaciones más pequeñas dependiendo de los incentivos regionales.  Los primeros en adoptar ESaaS son fabricantes (químicos, eléctricos, iluminación, metal, petroquímicos, plásticos ), comerciales ( minoristas , grandes oficinas, oficinas medianas, multi-residenciales, supermercados ), instalaciones públicas (colegios, universidades, hoteles, hospitalidad, escuelas), y recursos ( petróleo y extracción, pulpa y papel, metales y minerales, procesamiento de alimentos, invernaderos). 

## Beneficios

### Sistema benefactor no requiere capital de instalación
Para participar en un servicio ESaaS, el benefactor del sistema de instalación no requiere ningún desembolso de capital .  Al instalar un servicio ESaaS, la instalación ve ahorros inmediatos y / o generación de ingresos.  El capital inicial suele ser un obstáculo para que las instalaciones adopten un sistema de almacenamiento de energía, ya que, en la mayoría de los casos, el período de recuperación de un sistema de almacenamiento de energía es de 5 a 10 años.

### Sistema manejado por un operador de sistemas externo[31]
ESaaS es un servicio contratado que es controlado automáticamente por un tercero.  Esto elimina la responsabilidad de la instalación de asignar recursos para administrar su perfil de energía, lo que permite que una instalación opere su negocio principal.  Los operadores del sistema tienen conocimiento de los sectores locales de electricidad que monitorean y actualizan continuamente los protocolos del sistema medida que cambian los mercados regionales.  La información se utiliza para optimizar el valor obtenido por el sistema ESaaS y al mismo tiempo cumplir con los requisitos de las instalaciones. 

### Ambiental
Para la mayoría de los servicios de ESaaS, la energía se almacena durante las horas nocturnas, fuera de las horas pico cuando la producción de energía se crea a partir de fuentes que no emiten carbono.  La energía se utiliza para compensar la producción requerida de emisión de carbono durante las horas pico.  La capacidad de desplazamiento de carga provista por ESaaS desplaza los requisitos de generación de emisiones pesadas. 

## Precios
Los contratos ESaaS pueden estructurarse como un modelo de costo compartido o un precio fijo mensual durante un plazo contratado.  Los modelos de costos compartidos comparten los beneficios económicos de ESaaS una vez que son realizados por el cliente.  El precio fijo se basa en el beneficio económico potencial y en los programas aplicables en la región de despliegue.  El precio del contrato ESaaS siempre es menor que el valor económico proporcionado por el servicio para garantizar que el cliente retenga un valor neto positivo a través del servicio. 